# Солдаткинцы
Солда́ткинцы — деревня в Слободском районе Кировской области в составе Шестаковского сельского поселения.

## География
Находится в северной части района на расстоянии примерно 3 км по прямой на юг-юго-запад от села Лекма.

## История
Известна с 1873 года, когда здесь было учтено дворов 6 и жителей 49, в 1905 11 и 36, в 1926 12 и 54, в 1950 17 и 40, в 1989 оставалось 8 жителей.

## Население
Постоянное население составляло 5 человек (русские 100 %) в 2002 году, 4 в 2010.